# Осман II
Осман II или Млади Осман (отур. , тур. Genç Osman) песнички псеудоним Фариси (тур. Farisî), након што је свргнут са престола прозван је Осман Челебија (тур. Osman Çelebi; 3. новембар 1604 — 20. мај 1622) био је 16. Османски султан и 95. Исламски халиф. Од оца Ахмеда I, од мајке Султаније Махфируз Хатиџе. Када је Осман II имао 14 година попео се на престо Османског царства, услед свргавања његовог стрица Мустафе I. Његова мајка га је веома добро образовала. Био је вешт у стрељаштву и мачевању. Знао је да говори арапски и персијски језик. Помиње се такође да је знао и латински, грчки и италијански језик, али о томе ништа није познато нити има неких извора.
Осман II је био амбициозан младић и желео је да постигне достигнућа каква је постигао његов предак Мехмед Освајач. Оженио је ћерке шејхулислама Есада ефендије и Пертев-паше. Султан Осман имао је велике планове, али ниједан од његових великих везира то није могао да спроведе.
Свргнут је са престола услед велике побуне Јањичара, јер је Осман желео да их замени новом савременом војском. Неколицина јањичара и велики везир Кара Давут-паша су убрзо сурово погубили Османа, јер је представљао велику опасност за свог палог стрица Мустафу. Султан Осман II је био први и последњи Османски владар који је био убијен од стране слугу.

## Детињство и младост
Осман се родио као син султана Ахмеда I и султаније Махфируз Хатиџе. Рођен је 1604. године у Топкапи палати, када се Осман родио, његови родитељи су имали само 14 година, а његов отац султан Ахмед је постао најмлађи Османски владар који је добио сина престолонаследника, исто тако је Осман постао први принц-наследник који се родио у престоници Истанбулу. Његова мајка је вешто радила на његовом образовању те је тако султан Осман знао да говори неколико језика.
На престо је дошао са 14 година, након државног удара и свргавања његовог стрица Мустафе I.

## Владавина
Иако је био јако млад, Осман се добро снашао у улози владара. Након што је добио сина, принца Омера, 1621. године Осман II је наредио погубљење свог млађег брата Мехмеда, што је изазвало незадовољство у редовима војске, а нарочито јаничара. Недуго после тога принц Омер је преминуо за време церемоније поводом његовог рођења.
Одмах по доласку на престо извршио је реформе Дивана (претече османског парламента). Током своје владавине морао је да се суочи са катастрофама попут великих пожара 1621. и са побуном јаничара 1622. године, након које је свргнут са престола, а након свргавања и погубљен.
Након тога је осигурао мир на границама са Персијом. Лично је водио инвазије на Пољску у току молдавских ратова магната. Био је присиљен да склопи мир са Пољацима услед пораза код Хотина 1621. године. Осман II се 1621. вратио у Истанбул постиђен, кривећи за пораз кукавичлук јаничара и неспособност својих везира.
Такође, султан Осман II је нападао обале Италије у жељи да освоји Рим, али његови напади нису дали значајније резултате, услед проблема унутар саме империје.
Био је први султан који се успротивио јаничарском систему, сматрајући да они само наносе штету држави, услед њихове корумпираности са којом се држава суочавала. Затварао је њихове кафане и места на којима су се окупљали. Почео је да прави планове за стварање нове армије, која би се састојала од оданих Турака, Турака из Анадолије, Месопотамије и Египта. По чим су чули за ту намеру младог султана јаничари су одмах подигли буну и затворили младог падишаха. Окидач за побуну била је султанова најава одласка на ходочашће у свете градове Меку и Медину.
Осман II затворен је у Једикуле тврђави (кула правде). Његову смрт наредио је трећи везир (куббе-везир) Кара Давут-паша, који је желео да на престо поново дође Мустафа I. Млади султан Осман био је окован ланцима и обучен у сиротињску одећу у току своје трагичне смрти.
Према појединим изворима, млади султан је пружио џелатима жесток отпор, али су му они уврнули тестисе, и потом су успели да га задаве. Његова смрт изазвала је огромно огорчење и незадовољство у редовима јаничарима који су били његове присталице. Услед тога је Кара Давут-паша, који је у међувремену постао велики везир, био брутално убијен од стране јаничара.

## Породично стабло
|  |                              |  |  |  |  |  |  |  |  |  |  |  |  |  |  |  |
|  | 8. Мурат III                 |  |  |  |  |  |  |  |  |  |  |  |  |  |  |  |
|  |                              |  |  |  |  |  |  |  |  |  |  |  |  |  |  |  |
|  |                              |  |  |  |  |  |  |  |  |  |  |  |  |  |  |  |
|  | 4. Мехмед III                |  |  |  |  |  |  |  |  |  |  |  |  |  |  |  |
|  |                              |  |  |  |  |  |  |  |  |  |  |  |  |  |  |  |
|  |                              |  |  |  |  |  |  |  |  |  |  |  |  |  |  |  |
|  | 9. Султанија Сафије          |  |  |  |  |  |  |  |  |  |  |  |  |  |  |  |
|  |                              |  |  |  |  |  |  |  |  |  |  |  |  |  |  |  |
|  |                              |  |  |  |  |  |  |  |  |  |  |  |  |  |  |  |
|  | 2. Ахмед I                   |  |  |  |  |  |  |  |  |  |  |  |  |  |  |  |
|  |                              |  |  |  |  |  |  |  |  |  |  |  |  |  |  |  |
|  |                              |  |  |  |  |  |  |  |  |  |  |  |  |  |  |  |
|  | 5. Султанија Хандан          |  |  |  |  |  |  |  |  |  |  |  |  |  |  |  |
|  |                              |  |  |  |  |  |  |  |  |  |  |  |  |  |  |  |
|  |                              |  |  |  |  |  |  |  |  |  |  |  |  |  |  |  |
|  | 1. Осман II                  |  |  |  |  |  |  |  |  |  |  |  |  |  |  |  |
|  |                              |  |  |  |  |  |  |  |  |  |  |  |  |  |  |  |
|  |                              |  |  |  |  |  |  |  |  |  |  |  |  |  |  |  |
|  | 3. Султанија Махфируз Хатиџе |  |  |  |  |  |  |  |  |  |  |  |  |  |  |  |
|  |                              |  |  |  |  |  |  |  |  |  |  |  |  |  |  |  |
|  |                              |  |  |  |  |  |  |  |  |  |  |  |  |  |  |  |